# Cliff Shaw
J.C. (Cliff) Shaw foi um programador de sistemas na RAND Corporation. Ele foi coautor do primeiro programa de inteligência artificial, o Logic Theorist (teórico da lógica), e foi um dos desenvolvedores da Information Processing Language, uma linguagem de programação dos anos 50. É considerado o verdadeiro "pai" da linguagem JOSS. Um dos mais significantes eventos que ocorreu na programação foi o desenvolvimento do conceito de processamento de listas por Allen Newell, Herbert Simon e Shaw quando do desenvolvimento da linguagem na linguagem IPL-V.